# Les Exploits d'Ali Baba
Pour plus de détails, voir Fiche technique et Distribution.
Les Exploits d'Ali Baba (titre original : The Sword of Ali Baba) est un film américain de Virgil W. Vogel sorti en 1965. Le film met en vedette Peter Mann, Jocelyn Lane, Frank McGrath et Gavin MacLeod.
Le film était un remake du classique de 1944, Ali Baba et les Quarante Voleurs.

## Synopsis
Raconté par Ali Baba, le chef des quarante voleurs et fils du calife de Bagdad, devient un homme. N'ayant pas oublié son amie d'enfance Amara, il décide de la retrouver. Cette dernière est cependant promise, par son père, à Khan. Ce cruel personnage fait souffrir le peuple en le tenant sous son joug...

## Fiche technique
- Titre original : The Sword of Ali Baba
- Réalisation : Virgil W. Vogel
- Scénario : Edmund Hartmann et Oscar Brodney d'après une histoire d'Edmund Hartmann
- Directeur de la photographie : William Margulies
- Montage : Gene Palmer
- Musique : Frank Skinner
- Costumes : Helen Colvig
- Production : Howard Christie
- Genre : Film d'aventures
- Pays de production :  États-Unis
- Durée : 81 minutes
- Date de sortie :
  - États-Unis : avril 1965

## Distribution
- Peter Mann (VF : Michel Le Royer) : Ali Baba
- Jocelyn Lane (VF : Michèle Bardollet) : la princesse Amara
- Frank McGrath (VF : Georges Hubert) : Pindar
- Gavin MacLeod (VF : Marc de Georgi) : Houlagou Khan
- Frank Puglia (VF : Gérard Férat) : Cassim
- Peter Whitney (VF : Jean Violette) : Abou
- Greg Morris (VF : Denis Savignat) : Yusef (Youssouf en VF)
- Frank DeKova (VF : Jean Martinelli) : le vieux Baba
- Irene Tsu (VF : Nicole Favart) : Nalu
- Morgan Woodward (VF : Claude Joseph) : le capitaine des gardes
- Paul Frees (VF : Roger Rudel) : le narrateur